# سئونگسوزان
سئونگسوزان (به لاتین: Seongsusan) یک کوه در کره جنوبی است که در Jeollabuk-do, South Korea واقع شده‌است. سئونگسوزان ۱٬۰۵۹ متر بالاتر از سطح دریا واقع شده‌است.